# Pepe Jaramillo
José Jaramillo Laurido (Guayaquil, 15 de diciembre de 1933 - Quito, 17 de octubre de 2006), más conocido como Pepe Jaramillo, y también El Señor del Pasillo, fue un cantante y compositor de pasillos ecuatoriano. Fue hermano del cantante Julio Jaramillo.
Pepe se especializaba en cantar pasillos, y junto a su hermano impulsaron el folklore ecuatoriano. Él se inició en la música desde joven, y su hermano Julio Jaramillo, quien era menor, le siguió los pasos en la música.
Falleció el 17 de octubre de 2006, a los 72 años de edad, luego de llevar cuatro días internado debido a una hemorragia cerebral.